# Убитьдур
Убитьду́р (рос. Убытьдур) — присілок в Красногорському районі Удмуртії, Росія.

## Населення
Населення — 25 осіб (2010; 43 в 2002).
Національний склад станом на 2002 рік:
- удмурти — 91 %